# Ferreñafe
Ferreñafe è un comune del Perù, situato nella Regione di Lambayeque e capoluogo della Provincia di Ferreñafe.